# Artificial Intelligence II
Artificial Intelligence II es un álbum recopilatorio publicado por el sello Warp Records el 30 de mayo de 1994.
Este disco es la octava y última referencia de la serie Artificial Intelligence.

## Lista de canciones

### Versión de 2xLP y casete
2xLP y casete (WARP LP/MC 23)
1. Mark Franklin - "Release To The System (Beaumont Hannant remix)" - 8.37
2. The Higher Intelligence Agency - "Selinite" - 7.01
3. Link - "Arcadian" - 9.32
4. B12 - "Scriptures" - 6.58
5. Autechre - "Chatter" - 7.36
6. Speedy J - "Symmetry" - 6.08
7. Beaumont Hannant - "Utuba" - 8.12
8. Richard H. Kirk - "Reality Net" - 6.47
9. Balil - "Parasight" - 7.34
10. Seefeel - "Spangle" - 7.20
11. Darrell Fitton - "Blipsalt" - 9.42
12. Polygon Window - "My Teapot" - 3.58
13. Darrell Fitton - "Metalurg" [la duración aparece como 'no hay tiempo')
14. Kenny Larkin - "Maritime" - 6.35

### Versión en 2xCD
CD 1

1. Mark Franklin - "Release To The System (Beaumont Hannant remix)" - 8.37
2. The Higher Intelligence Agency - "Selinite" - 7.01
3. Link - "Arcadian" - 9.32
4. B12 - "Scriptures" - 6.58
5. Autechre - "Chatter" - 7.36
6. Speedy J - "Symmetry" - 6.08

CD 2
1. Beaumont Hannant - "Utuba" - 8.12
2. Richard H. Kirk - "Reality Net" - 6.47
3. Balil - "Parasight" - 7.34
4. Seefeel - "Spangle" - 7.20
5. Darrell Fitton - "Blipsalt" - 9.42
6. Polygon Window - "My Teapot" - 3.58
7. Kenny Larkin - "Maritime" / Scanner - [untitled] - 18.29

- El último tema en el disco consiste en "Maritime" de Kenny Larkin y un tema sin título escondido escrito por Scanner.

### Versión en CD
1. Mark Franklin - "Release To The System (Beaumont Hannant remix)" - 8.37
2. The Higher Intelligence Agency - "Selinite" - 7.01
3. Link - "Arcadian" - 9.32
4. B12 - "Scriptures" - 6.58
5. Autechre - "Chatter" - 7.36
6. Speedy J - "Symmetry" - 6.08
7. Beaumont Hannant - "Utuba" - 8.12
8. Richard H. Kirk - "Reality Net" - 6.47
9. Balil - "Parasight" - 7.34
10. Seefeel - "Spangle" - 7.20